# Nola inexpectalis
Nola inexpectalis är en fjärilsart som beskrevs av De Toulgoët 1961. Nola inexpectalis ingår i släktet Nola och familjen trågspinnare. Inga underarter finns listade i Catalogue of Life.